# Neal'N'Nikki
Pour plus de détails, voir Fiche technique et Distribution.
Neal'N'Nikki est un film indien réalisé par Arjun Sablok (d), sorti en 2005.

## Synopsis
Neal est un jeune garçon d'origine Indienne qui est né et a grandi au Canada, mais qui ne s'est jamais rendu en Inde. C'est un vrai playboy, toutes les filles l'adulent et lui courent après. Ses parents décident un jour de le marier avec une jeune fille honorable du pays. La future est déjà choisie et s'appelle Sweety. Neal n'est pas vraiment d'accord, mais reconnaît qu'aucune de ses conquêtes n'est digne de respect. Il met une condition à son futur mariage, celle de passer les vacances à Vancouver, pour s'offrir du bon temps une dernière fois. Il rencontre une fois arrivé sur place une sublime top model ainsi qu'une jeune fille Indienne délurée et portée sur la bouteille, Nikki. Celle-ci, ivre, demande à Neal de la ramener chez elle. En gentleman qu'il est, il accepte, mais la conduit en chemin dans un hôtel mal famé et se retrouve arrêté pour attentat à la pudeur[réf. nécessaire]. Le lendemain Nikki le contacte pour en savoir davantage sur ce qui s'est réellement passé et lui fait une deuxième fois manquer son coup avec le top model. Neal fait alors connaissance avec une Indienne très chaude, et là encore, Nikki surgit et compromet cette nouvelle occasion. Décidément, elle ne le laissera pas enterrer tranquillement sa vie de garçon. Ils finissent finalement par s'attacher l'un à l'autre jusqu'à ce que Neal découvre que Nikki est la cousine de Sweety ... Le mariage prévu semble bien compromis !

## Fiche technique
- Titre : Neal'N'Nikki
- Réalisation : Arjun Sablok
- Scénario : Arjun Sablok
- Production : Yash Chopra
- Musique :
- Photographie :
- Montage :
- Décors :
- Pays d'origine :  Inde
- Langues : Hindî, Anglais
- Format : Couleurs - 2,35:1 - DTS / Dolby Digital - 35 mm
- Genre : Comédie
- Durée : 122 minutes
- Date de sortie : 2005

## Distribution
- Uday Chopra : Gurneal "Neal"
- Tanisha Mukherjee : Nikki
- Richa Pallod : Sweety